# Lonicera buschiorum
Lonicera buschiorum är en kaprifolväxtart som beskrevs av Antonina Ivanovna Pojarkova. Lonicera buschiorum ingår i släktet tryar, och familjen kaprifolväxter. Inga underarter finns listade i Catalogue of Life.